# Illapa
Illapa (Illyapa, Iliapa) var hos folket i Inkariket i Peru en vattengud (och åsk- och vädergud).  Hans högtidsdag var 25 juli. Han ansågs ha Vintergatan i ett krus och då han skakade kruset regnade det. Han porträtteras i glänsande kläder, med en klubba och stenar. Illapa kastade åskviggar med sin slunga.
Dyrkan av Illapa var spridd över hela landet, och inte ens solguden Inti fick samma uppmärksamhet. Han var ursprungligen huvudguden i Collariket, från vilket Collasuyuprovinsen är uppkallad. Under den katolska perioden i Perus historia fortsatte dyrkandet av Illapa, men han smälte så småningom samman med aposteln Santiago, det vill säga S:t Jakob.
Santiago uppträder också på himmelen, och Illapa har framförallt i folkloren lyckats överleva fram till våra dagar.
Vattenguden var en av de mest betydande gudarna och hade en tydlig koppling till matförsörjningen. Guden kunde utlösa naturkatastrofer, risken för detta kunde dock minskas genom offergåvor. Mest fruktad var dock guden för torkan, som förutsade döden.
Illapa brukar översättas med ”stråle”, men betydelsen av Illapa verkar vara ”Vattenguden”. Vattenguden uppträder under olika skepnader: regnbåge, blixtar, regndroppar med mera.

## Andra namn
Illapa uppträder ibland under andra namn: Yaro, Libiac, Catequil, Pariacaca, Chuquilla, Tunapa och så vidare.